# Wywiady Nixona

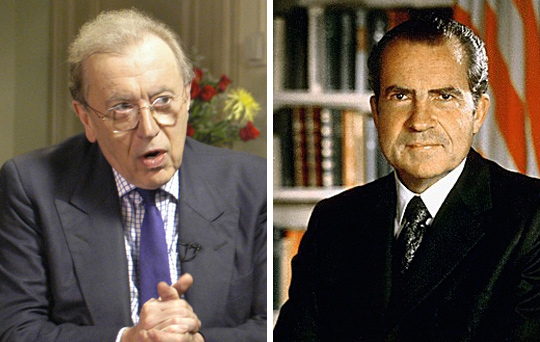
David Frost i Richard Nixon

Wywiady Nixona – seria wywiadów z byłym prezydentem USA, Richardem Nixonem, przeprowadzone przez brytyjskiego dziennikarza, Davida Frosta. Ich producentem był John Birt. Zostały nagrane i emitowane w telewizji i radiu w czterech programach w 1977. Są głównym tematem brytyjskiej sztuki teatralnej z 2006 pod tytułem Frost/Nixon napisanej przez Petera Morgana. Na jej podstawie powstał film pod tym samym tytułem.

## Tło wydarzeń
Po swojej rezygnacji z urzędu prezydenta w 1974 Nixon przez dwa lata unikał życia publicznego. W 1977 udzielił Frostowi serię wywiadów na wyłączność. Nixon  w tym czasie opublikował już swoje wspomnienia, jednak jego agent, Irving Paul Lazar, uważał, że dzięki wywiadom były prezydent może dotrzeć do szerszej publiczności. Niedługo przed rozpoczęciem nagrań nowojorski talk-show należący do Frosta został zdjęty z anteny. Ponieważ Frost zgodził się zapłacić Nixonowi za wywiady, amerykańskie sieci informacyjne nie były nimi zainteresowane, uznając je za tzw. checkbook journalism. Odmówiły transmisji programu, a sam twórca został zmuszony, aby samodzielnie sfinansować projekt, szukając innych inwestorów, którzy kupiliby czas antenowy. Wywiady ostatecznie były transmitowane zarówno przez telewizję, jak i przez radio poprzez Mutual Broadcasting System.
Szef sztabu Nixona, Jack Brennan, wynegocjował warunki umowy z Frostem. Pracownicy Nixona postrzegali wywiad jako szansę dla zhańbionego prezydenta na przywrócenie mu reputacji wśród opinii publicznej i założyli, że Frosta łatwo będzie się dało przechytrzyć. Wcześniej, w 1968 Frost przeprowadził wywiad z Nixonem. Time Magazine opisał go jako: tak delikatny, że w 1970 prezydent Richard Nixon zabrał Frosta i Mum do Białego Domu, gdzie Anglik został wyznaczony do produkcji spektaklu z okazji amerykańskich świąt Bożego Narodzenia.
Frost zwerbował Jamesa Restona, Jr. oraz producenta ABC News, Boba Zelnicka, aby zbadać szczegóły Afery Watergate przed rozpoczęciem wywiadów. Nixon cały czas zaprzeczał zarzutom związanym z nią aż do swojej śmierci w 1994 i nigdy nie stanął przed sądem, ponieważ jego następca, Gerald Ford, ułaskawił go miesiąc po rezygnacji. Wynagrodzenie wynegocjowane przez Nixona wyniosło 600 000 USD oraz 20% udziału w zyskach.

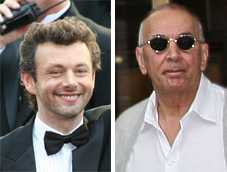
Michael Sheen i Frank Langella, aktorzy, którzy wcielili się w role Davida Frosta i Richarda Nixona w filmie Frost/Nixon.

## Wywiady
Nagrywanie wywiadów rozpoczęło się 23 marca 1977. W sumie stworzono ich siedem w ciągu czterech tygodni (realizowano trzy w ciągu tygodnia). Nagrywane były przez ponad dwie godziny dziennie w poniedziałki, środy oraz piątki, co dało w sumie 28 godzin i 45 minut materiału. Wywiadami zarządzał producent wykonawczy Marvin Minoff, prezes należącego do Frosta David Paradine Productions, a także brytyjski producent zajmujący się public relations, John Birt.
Nagranie odbywało się w nadmorskim domku w  Monarch Bay w Kalifornii, należących do pana i pani Harold H. Smith, długoletnich zwolenników Nixona. Miejsce to zostało wybrane zamiast domu należącego do Nixona położonego w San Clemente, La Casa Pacifica przez problemy z odbiorem antenowym. Frost wynajął dom w Monarch Bay w niepełnym wymiarze godzin za 6 000 $.

## Transmisja
Wywiady były transmitowane w USA oraz kilku innych krajach w 1977. Wyreżyserował je Jorn Winther. Zredagowano je i stworzono cztery programy, każdy po 90 minut.
Wywiady podzielono na cztery części podzielone tematycznie. Kilka miesięcy później nadano piątą część, zawierającą wcześniej pominięte fragmenty.
| Numer części | Transmisja       | Temat                           |
| ------------ | ---------------- | ------------------------------- |
| 1            | 5 maja 1977      | Watergate                       |
| 2            | 12 maja 1977     | Nixon i świat                   |
| 3            | 19 maja 1977     | Wojna w domu i zagranicą        |
| 4            | 26 maja 1977     | Nixon, człowiek                 |
| 5            | 10 sierpnia 1977 | dodatkowy materiał z części 1-4 |

Premierowe odcinki przyciągnęły w sumie 45 milionów widzów, osiągając rekordową oglądalność wywiadu politycznego w historii.
W części 3 Frost spytał się Nixona o legalność działań prezydenta. W kontekście amerykańskiego bezpieczeństwa narodowego, odpowiedział: Cóż, gdy prezydent to robi, to znaczy, że to nie jest nielegalne.
Część 5 otwiera pytanie Frosta: Czemu nie spaliłeś taśm?